# バンダイビジュアル
バンダイビジュアル（英: BANDAI VISUAL）およびエモーション（英: EMOTION）は、株式会社バンダイナムコフィルムワークスの映像レーベル。
バンダイビジュアル株式会社（英: BANDAI VISUAL CO., LTD.）は、2018年3月まで上記の事業を展開していた企業。

## 概要
日本国内のアニメ、特撮の発売を目的に発足された。このため『ガンダムシリーズ』や『ウルトラシリーズ』などのアニメ・特撮が多いことで知られるが、「プリズナーNo.6」や「謎の円盤UFO」などの海外作品も発売。これ以外にも一部作品を除く北野武、押井守監督作品を発売。
1983年に世界初のOVA（オリジナル・ビデオ・アニメーション）である『ダロス』を発売。
1990年頃には高田馬場の名画座パール座を継承しB-CLUBショップを併設した映画館エモーションシアターパール座…の運営も行っていた。
2006年5月1日にランティスを子会社化。
バンダイナムコグループの戦略ビジネスユニットのひとつ「映像音楽コンテンツSBU（戦略ビジネスユニット）」の主幹会社であったが、2010年4月のグループ再編「バンダイナムコグループ リスタートプラン」（同年2月発表）により、「ゲームコンテンツSBU」（主幹会社：バンダイナムコゲームス）と統合した「コンテンツSBU」（主幹会社：バンダイナムコゲームス）に属する一事業会社に格下げされたが、2015年度より「映像音楽プロデュースSBU」として主幹会社に復帰した。
2018年4月1日にランティスを吸収合併し、株式会社バンダイナムコアーツに商号変更。「バンダイビジュアル」「エモーション」はレーベルの名称として、シンボルロゴと共に継承された。
2022年4月1日にバンダイナムコアーツの映像事業部門とサンライズ、バンダイナムコライツマーケティングが合併・統合してバンダイナムコフィルムワークスが、「バンダイビジュアル」「エモーション」は引き続きブランド継承されることになっている。
同時に、旧バンダイビジュアルの法人格（バンダイナムコアーツ本体）は、バンダイナムコミュージックライブへ移行したため、「バンダイビジュアル」の法人格とブランドが分離されることになった。

## 沿革
- 1983年 - 株式会社エィ・イー企画（AE企画、Account Exective Planing）を設立。バンダイの映像ソフト販売代理店になる。同年11月21日にビデオカセット（VHS）の発売を開始。
- 1984年 - レーザーディスク（LD）の発売を開始。
- 1987年 - バンダイがウォルト・ディズニー・カンパニーと映像ソフト販売契約を結ぶ（1989年に契約終了）。
- 1988年 - 株式会社バンダイ メディア事業部を設立。『機動戦士ガンダム 逆襲のシャア』のために、ガンダムはEMOTIONレーベルのマスコットになった。[要出典]
- 1989年 - エィ・イー企画がバンダイビジュアル販売株式会社に社名変更。
- 1991年 - バンダイビジュアル販売がバンダイビジュアル株式会社（英: BANDAI VISUAL CO., LTD.）に社名変更。
- 1992年 - バンダイ メディア事業部の映像ソフト事業をバンダイビジュアルに統合、これにより企画・製作・発売・販売が一体化する。
- 1998年 - 公式サイトを開設。
- 1999年 - 真ゲッターロボ 世界最後の日を皮切りに、DVD発売に参入。同年12月発売のウルトラマンティガ・ウルトラマンダイナ&ウルトラマンガイア 超時空の大決戦を持ってLDの発売を終了。
- 2003年 - 東京証券取引所第二部上場。エモーションミュージックを子会社化。
- 2005年 - アメリカに現地法人を設立。これ以前は北米向けバンダイビジュアル発売の作品は同じく現地法人のバンダイエンタテインメントより発売されていた。
- 2006年
  - 2月1日 - 東京証券取引所第一部上場。
  - 2月6日 - ランティスと業務提携を行なうと発表。
  - 3月1日 - エモーションミュージックの商号をエモーションに変更、荻窪スタジオ運営業務及び出版系事業を同社に譲渡。
  - 5月1日 - ランティスを連結子会社化。
- 2007年
  - 11月8日 - バンダイナムコホールディングスが完全子会社化を目指し株式公開買い付け（TOB）を開始。
  - 12月17日 - バンダイナムコホールディングスによるTOBが成立。
- 2008年
  - 2月15日 - 株式上場廃止。
  - 2月21日 - 株式交換によりバンダイナムコホールディングスの完全子会社となる。
  - 12月8日 - 本社を東京都品川区東品川4-12-4 品川シーサイドパークタワー（22階、23階）に移転。
- 2009年
  - 2月2日 - ウェブコミック配信サイト『YOMBAN』開設
- 2010年
  - 4月1日 - サンライズとの共同出資によりバンダイナムコライブクリエイティブを設立[4]。
  - 10月1日『YOMBAN』を『Webコミックゲッキン』としてリニューアル
  - 10月29日 - 新コミックスレーベルとして「エモーションコミックス」を2010年12月10日より創刊することを発表[5]。
- 2011年4月1日 - エモーションを吸収合併。
- 2012年9月3日 -『Webコミックゲッキン』更新終了
- 2013年4月1日 - ランティスの株式を追加取得し、完全子会社化[6]。
- 2014年11月4日 - 本社を東京都渋谷区恵比寿一丁目18番14号に移転[7]。
- 2017年9月1日 - アクタスの株式を全取得し子会社化[8]。
- 2018年4月1日 - 当社を存続会社としてランティスを吸収合併し、株式会社バンダイナムコアーツ（英: BANDAI NAMCO Arts Inc.）に商号変更。ロゴもバンダイナムコグループ共通デザインに変更[9][10][11]。
- 2022年
  - 4月1日 - バンダイナムコアーツの映像事業部門をサンライズに吸収分割で移管した上で、同社を存続会社としてバンダイナムコライツマーケティングを吸収合併し、株式会社バンダイナムコフィルムワークス（英: Bandai Namco Filmworks Inc.）に商号変更[2]。
  - 11月21日 - EMOTIONレーベル40周年記念サイトの開設と同記念企画「EMOTION 40th Anniversary Program」が始動[12]。

## 主要レーベル
オープニングロゴについては「#オープニングロゴ」で後述。

### 現行レーベル
EMOTION（エモーション）
1983年の設立時から続くロングセラーレーベル。2012年以降はBDとDVDの統一レーベルとなる。ロゴはイースター島のモアイ像がモチーフ（渡辺繁を参照）。1997年11月21日には創立15周年記念スローガンとして「感動、冒険!EMOTION」が、2022年11月21日には創立40周年記念スローガンとして「たくさんの感動と、これからも EMOTION 40th ANNIVERSARY」がそれぞれ用いられた。一部のアニメ作品では製作部分で「エモーション」とクレジットされることがある。
BANDAI VISUAL（バンダイビジュアル）
2002年の現行ロゴ発足と同時に変更されたレーベル。2011年以降はBDとDVDの統一レーベルとなり、実写映画作品にも使われるようになった。ロゴは初期のCGアニメ、現行のCGIアニメと赤い楕円形の無いCGIの2パターンに分類される。

#### 現行販売受託音楽レーベル
Lantis（ランティス）
2009年4月 - 2018年3月、2022年4月 - 。バンダイナムコミュージックライブのメイン音楽レーベル。バンダイナムコアーツへの合併により制作から販売まで一元化された後、バンダイナムコフィルムワークスとバンダイナムコミュージックライブへの再編により、再び受託。
Kiramune（キラミューン）
ランティスとの共同プロデュースによる男性声優の音楽レーベル。

### 過去のレーベル
BANDAI HOME VIDEO（バンダイ ホームビデオ）
1984年から1992年の統合まで使用されたレーベル。「バンダイ スーパービデオセレクション」、「ママがえらんだビデオシリーズ」にも使われた。2002年の現行ロゴ発足までは実写映画作品のみの使用だった。
BANDAI（バンダイ）
1992年の統合から2002年の現行ロゴ発足まで使用されたレーベル。主に『クレヨンしんちゃん』などのシンエイ動画制作のアニメ作品。ロゴはクレイアニメだったが、「てれびっこ」などおもちゃに付属するビデオでは静止画のみだった。2002年にBANDAI VISUALに移行。
ばっちしV／ばっちしVα（アルファ）
子供向けアニメ・特撮の紹介ビデオなどに付けられた。BANDAI HOME VIDEO→BANDAI→BANDAI VISUALと併用。
EMOTION DIGITAL SOFTWARE（エモーション デジタルソフトウェア）
ゲームソフト向けを中心としたレーベル。
C.MOON（シームーン）
AE企画時代から発売していた、OVA作品の統一レーベルの呼称。C.MOONの「C」はクレッセント（三日月）を指す。頭文字も三日月を意識している。
HALF MOON（ハーフムーン）
AE企画時代から発売していた、R指定（15歳未満は視聴不可）作品、ならびに成人向けOVA作品の統一レーベルの呼称。
Midnight（ミッドナイト）
ネットワークTOP10事業部から発売していた、カルト系洋画作品の統一レーベルの呼称。
INFERNO（インフェルノ）
ネットワークフロンティア事業部から発売していた、「ユーロシネ」作品（後のR指定相当となるホラー・エロスを中心とした洋画作品）の統一レーベルの呼称。
BANDAI VIDEO NETWORK（バンダイ・ビデオ・ネットワーク）
1987年から1989年まで使用。DHV Japan, Ltd.の発足前に使われた、ディズニー作品・タッチストーン・ピクチャーズ作品統一レーベルの呼称。
HONNEAMISE（オネアミス）
『王立宇宙軍 オネアミスの翼』の公開20周年を記念し、2007年から2014年まで使われたBDの国内外統一レーベル（アメリカ合衆国などではこれ以前よりこのレーベルが使われていた）。名称およびロゴは舞台の「オネアミス王国」に由来。初出はBDとDVDの2枚組で発売されている作品が多く、そのためかDVDにはEMOTIONではなくHONNEAMISEのロゴが使われていた。2012年8月以降には一部作品がEMOTIONに吸収されたため、2014年6月6日発売の『機動戦士ガンダムUC episode 7「虹の彼方に」』を最後に同レーベルは廃止となった。

#### 過去の販売委託音楽レーベル
b-fairy records（ビーフェアリー・レコード）
2003年から2009年まで使われたレコードレーベル。2009年に親会社ブロッコリーに吸収合併。

## 製作・販売作品
製作参加した作品および初パッケージリリースされた作品を挙げる。

### アニメ・特撮
- アルプスの少女ハイジ
- アーケードゲーマーふぶき
- ああっ女神さまっ（TVシリーズ、発売元はTBSテレビ）
- AIKaシリーズ
- A.I.C.O. Incarnation
- IGPX
- アイシールド21（セルDVDの販売。レンタル版では発売元はマーベラスエンターテイメント、販売元はアミューズソフトエンタテインメント）
- ID-0
- アイドリッシュセブンシリーズ
- アイドルマスター XENOGLOSSIA
- アイの歌声を聴かせて
- 青の6号
- 赤ちゃんと僕（発売元はユーメックス）
- アカネマニアックス（最終章）
- AKIRA
- あさっての方向。（発売元はTBS）
- アシュラ
- アストロ球団
- あたしンち（発売元はシンエイ動画）
- ACCA13区監察課シリーズ
- 妖しのセレス（発売元は小学館）
- あゆまゆ劇場
- アラタカンガタリ〜革神語〜
- アリスと蔵六
- あんさんぶるスターズ！
- あらしのよるに 〜ひみつのともだち〜
- 犬と猫どっちも飼ってると毎日たのしい
- イノセント・ヴィーナス
- いばらの王 -King of Thorn-
- 妹さえいればいい。
- I・R・I・A ZEIRAM THE ANIMATION
- うた∽かた
- ウィッチクラフトワークス
- うーさーのその日暮らしシリーズ（Blu-rayの発売・販売。第1期・第2期のDVDはグッドスマイルカンパニーから発売）
- Witch Hunter ROBIN
- 宇宙海賊ミトの大冒険シリーズ
- 宇宙戦艦ヤマトシリーズ
- 宇宙の戦士
- 有頂天家族（第1期）
- 海の闇、月の影
- ウルトラシリーズ（一部の発売元は円谷プロダクション）
- 英雄教室
- 英雄伝説VI 空の軌跡
- エウレカセブンシリーズ
- エースをねらえ！シリーズ（アニメ版のみ）
- Aランクパーティを離脱した俺は、元教え子たちと迷宮深部を目指す。
- エデンズボウイ（発売元はソニーPCL）
- A.D.POLICE
- エリアの騎士（発売はテレビ朝日およびシンエイ動画との共同）
- 王立宇宙軍 オネアミスの翼
- おとぎストーリー 天使のしっぽ
- 鬼丸 ONIMARU
- おねがい☆ティーチャー
- おねがい☆ツインズ
- OVERMANキングゲイナー
- OBSOLETE
- 俺は全てを【パリイ】する 〜逆勘違いの世界最強は冒険者になりたい〜
- カードキャプターさくら
- カーニヴァル
- ガールズ&パンツァーシリーズ
- 快獣ブースカ
- 怪談レストラン
- カウボーイビバップシリーズ
- 学園特捜ヒカルオン
- 学園ベビーシッターズ
- 格闘美神 武龍
- ガサラキ
- かしまし 〜ガール・ミーツ・ガール〜
- 風まかせ月影蘭
- 株式会社マジルミエシリーズ
- 仮面ライダーZO
- 仮面ライダーJ
- 牙狼〈GARO〉
- ガンダムシリーズ
- ガンパレード・オーケストラ
- GEAR戦士電童
- 鬼人幻燈抄
- 鬼公子炎魔
- 機神大戦ギガンティック・フォーミュラ
- 傷追い人
- キスダム -ENGAGE planet-
- 君が望む永遠（OVA版）
- 君のことが大大大大大好きな100人の彼女シリーズ
- キミキス pure rouge
- 境界線上のホライゾン
- きらめき☆プロジェクト
- 機動警察パトレイバーシリーズ（発売元は東北新社）
- ギャラクシーエンジェル
- ギャラクシーエンジェる〜ん
- ギャグマンガ日和シリーズ
- GANGSTA.
- 狂乱家族日記
- 強殖装甲ガイバー（OVA）
- 銀河特急 ミルキー☆サブウェイ
- 銀河漂流バイファム
- 九龍ジェネリックロマンス
- クジラの子らは砂上に歌う
- グッドモーニング アルテア
- CLUSTER EDGE
- CLAMP学園探偵団
- クレヨンしんちゃんシリーズ（発売元はシンエイ動画）
- 黒神 The Animation
- 黒子のバスケシリーズ
- 怪物事変
- ケロロ軍曹シリーズ（TVシリーズおよび2026年公開の劇場アニメ。後者の配給はKADOKAWAとの共同[14]）
- ケータイ捜査官7（セル版のみ。レンタル版では発売元はマーベラスエンターテイメント、販売元はポニーキャニオン）
- ゲートキーパーズ（発売元は角川書店）
- コードギアスシリーズ
- Call Me トゥナイト
- GHOST IN THE SHELL / 攻殻機動隊
- 攻殻機動隊 ARISE
- 攻殻機動隊 STAND ALONE COMPLEX
- 攻殻機動隊 S.A.C. 2nd GIG
- CØDE:BREAKER
- 御先祖様万々歳！
- こちら葛飾区亀有公園前派出所（TVシリーズ）
- ゴッドイーター
- こどものじかん
- この世界の片隅に（アニメ映画）
- コメット・ルシファー
- ゴルゴ13（TVアニメシリーズ）
- コンクリート・レボルティオ〜超人幻想〜シリーズ
- サイレントメビウス（TVシリーズ・実写OV）
- サクラ大戦（第1期・第2期OVA・TVシリーズ）
- 魁!!クロマティ高校（セルDVDのみ。レンタル版はキングレコードからリリース）
- さばげぶっ！
- THE ビッグオーシリーズ
- THE REFLECTION
- 百日紅 〜Miss HOKUSAI〜
- SAND LANDシリーズ
- ジェノサイバー 虚界の魔獣
- CBキャラ 永井豪ワールド
- ジーンシャフト
- シゴフミ
- 思春期美少女合体ロボ ジーマイン
- シムーン
- 疾風！アイアンリーガーシリーズ
- シャーマニックプリンセス
- SHY
- 重神機パンドーラ
- 重戦機エルガイムシリーズ
- 十兵衛ちゃん〜ラブリー眼帯の秘密〜
- 出撃！マシンロボレスキュー
- 純潔のマリア
- 真・仮面ライダー 序章（製作・発売は東映ビデオ）
- 真ゲッターロボ
- 新ゲッターロボ
- 信じていた仲間達にダンジョン奥地で殺されかけたがギフト『無限ガチャ』でレベル9999の仲間達を手に入れて元パーティーメンバーと世界に復讐&『ざまぁ！』します！
- SYNDUALITY Noir
- 真マジンガー 衝撃！ Z編
- 人狼 JIN-ROH
- 翠星のガルガンティアシリーズ
- スーパーロボット大戦ORIGINAL GENERATION THE ANIMATION
- スーパーロボット大戦OG -ディバイン・ウォーズ-
- スーパーロボット大戦OG -ジ・インスペクター-
- 好きなものは好きだからしょうがない!!
- スクライド
- スターウルフ（LD-BOXのみ）
- ストラトス・フォーシリーズ
- ストレンヂア 無皇刃譚
- 攻殻機動隊シリーズ
- スペースコブラ
- さよならの朝に約束の花をかざろう
- スケートリーディング☆スターズ
- スペース☆ダンディ
- すもももももも〜地上最強のヨメ〜
- スレイヤーズシリーズ（TVシリーズ第1作・劇場版第1 - 4作目・OVA2シリーズ、発売元は角川書店）
- 星界の紋章
- 星界の戦旗
- セイクリッドセブン
- 聖戦士ダンバイン
- 生物彗星WoO（発売元はNHKエンタープライズ）
- 星方武侠アウトロースター
- 星方天使エンジェルリンクス
- 世界名作劇場シリーズ（「アルプスの少女ハイジ」及び「フランダースの犬」から「ポルフィの長い旅」まで）
- 聖ミカエラ学園漂流記
- ゼイラム
- ゼイラム2
- 聖闘士星矢（第1期OVAハーデス十二宮編・劇場版第5作目）
- 聖闘士星矢Ω
- 戦国武将列伝 爆風童子ヒッサツマン
- セイバーマリオネットシリーズ（「J」以降の発売元は角川書店）
- 絶対少年
- センチメンタルジャーニー
- 戦闘妖精雪風
- ゼーガペインシリーズ
- 装甲騎兵ボトムズシリーズ
- 装神少女まとい
- sola
- 天体のメソッド
- 宇宙をかける少女
- TIGER & BUNNYシリーズ
- タイドライン・ブルー
- 転生したら第七王子だったので、気ままに魔術を極めますシリーズ
- 逮捕しちゃうぞシリーズ（アニメ版、発売元は講談社及びTBS）
- ダーティペア FLASH
- タオの月
- 劇場版 誰ガ為のアルケミスト
- タクティカルロア
- takt op.Destiny
- 立喰師列伝
- 田中くんはいつもけだるげ
- DOUBLE DECKER! ダグ&キリル
- ダロス
- チア男子!!
- チェインクロニクル 〜ヘクセイタスの閃〜
- 超獣機神ダンクーガ（無印のみ。パイオニアLDCとの共同リリース）
- 超人ロック
- 杖と剣のウィストリア
- 月とライカと吸血姫
- ツバサ・クロニクルシリーズ（DVDの販売）
- Dimension W
- テイルズ オブ ジ アビス
- テイルズ オブ ヴェスペリア 〜The First Strike〜
- テイルズ オブ ゼスティリア ザ クロス
- テガミバチシリーズ
- デ・ジ・キャラットにょ
- テスラノート
- テニスの王子様（新テニスの王子様シリーズも含めたTVアニメシリーズ・OVAシリーズ・および劇場アニメ版第2作のセル版）
- デビルマン（OVAシリーズ）
- 天空戦記シュラト
- 天空のエスカフローネ
- 天上編・宇宙皇子
- 転生貴族、鑑定スキルで成り上がるシリーズ
- 転生したらスライムだった件シリーズ
- 電脳コイル
- true tears
- とつぜん！ネコの国 バニパルウィット（ACクリエイトと共同）
- トップをねらえ！シリーズ
- となりのトコロ
- .hack//SIGN
- .hack//黄昏の腕輪伝説
- .hack//Roots
- トライブナイン
- ドラゴンクエスト
- TRICKSTER -江戸川乱歩「少年探偵団」より-
- トワイライトQシリーズ
- トワノクオン
- ナイツ&マジック
- 哭きの竜
- 熱風海陸ブシロード
- 覇王大系リューナイト
- 八犬伝―東方八犬異聞―
- パックワールド
- バディ・コンプレックス
- パリに咲くエトワール[15]
- 遙かなる時空の中で-八葉抄-
- 劇場版 遙かなる時空の中で 舞一夜
- 幕末機関説 いろはにほへと
- BURN THE WITCH
- 薔薇王の葬列
- パンダーゼット THE ROBONIMATION
- ヒーラー・ガール
- 緋色の欠片シリーズ
- ぴえろ魔法少女シリーズ
- B: The Beginning
- 美少女戦士セーラームーン（実写ドラマ版）
- ぴたテン
- ヒピラくん
- 姫様ご用心
- びんちょうタン
- 貧乏神が！
- フィギュア17 つばさ&ヒカル
- PUI PUI モルカー
- ふしぎ星の☆ふたご姫
- ふしぎ星の☆ふたご姫 Gyu!
- ふしぎ遊戯シリーズ（OVAシリーズの発売元は小学館）
- フットサルボーイズ!!!!!
- ぶぶチャチャ
- ブラック・ジャック（実写版とOVAはVIIIからXのみ）
- ブラック★★ロックシューター DAWN FALL
- プラネテス
- FREEDOM
- BRIGADOON まりんとメラン
- プリンセス・プリンシパルシリーズ
- ブルーロック
- ブレイクブレイド
- ブレンパワード
- ブースカ！ ブースカ!!
- ベイベーばあちゃん
- 冒険王ビィト
- ボディジャック 楽しい幽体離脱
- ぽてまよ
- 炎のアルペンローゼ ジュディ&ランディ
- 炎のらびりんす
- ぼのぼの（1993年版劇場アニメ・TVシリーズ第1作）
- ぽぽたん
- 舞-HiME
- 舞-乙HiME
- 前橋ウィッチーズ
- MAO
- マクロスシリーズ
- マジンカイザー
- 魔神創造伝ワタル
- 魔狩人 デーモンハンター
- 魔装機神サイバスター
- 魔法少女猫たると
- ドキドキ♡伝説 魔法陣グルグル
- 魔法使いTai!
- 魔法のプリンセス ミンキーモモ
- 魔龍戦紀
- まんだら屋の良太
- 美鳥の日々
- ミルクハウスドリーミング 愛の四季
- ムカムカパラダイス
- 無敵超人ザンボット3
- 無敵鋼人ダイターン3
- 無限のリヴァイアス
- 迷宮のしおり
- メルティランサー The Animation
- 魍魎戦記MADARA
- もえたん
- ももくり
- モンスター娘のお医者さん
- 憂国のモリアーティ
- 勇者ライディーン
- ゆとりちゃん
- 夜明け前より瑠璃色な 〜Crescent Love〜（発売元はTBS）
- 横山光輝 三国志
- よみがえる空 -RESCUE WINGS-
- 鎧真伝サムライトルーパー[16]
- ライフル・イズ・ビューティフル
- ラクエンロジックシリーズ
- ラブライブ！シリーズ
- LOVELESS
- リーンの翼
- 力王
- RE-MAIN
- 輪廻のラグランジェシリーズ
- ルパン三世シリーズ（「PARTⅢ」以降の発売元はバップ）
- レリックアーマーLEGACIAM
- ロードス島戦記-英雄騎士伝-（発売元は角川書店）
- 六門天外モンコレナイト（発売元は角川書店）
- ワンパンマンシリーズ

### 映画・テレビ番組
- Arc アーク
- 愛がなんだ
- 青い鳥（2008年の映画）
- 紅い眼鏡
- あのこは貴族
- アブラクサスの祭
- 歩いても 歩いても
- Unloved
- いさなのうみ
- 石内尋常高等小学校 花は散れども
- いつか、いつも……いつまでも。
- いつかギラギラする日
- いなくなれ、群青
- いらっしゃいませ、患者さま。
- 宇宙貨物船レムナント6
- うばわれた心臓
- 海よりもまだ深く
- NHKスペシャル 生命〜40億年はるかな旅
- L♥DK
- 小川の辺
- おにいちゃんのハナビ
- オフィス北野映画シリーズ
- おらおらでひとりいぐも
- 女が眠る時
- 劇場版 怪談レストラン
- ガキンチョ★ROCK
- 駆込み女と駆出し男
- 風が強く吹いている
- カナリア
- カフェ代官山〜Sweet Boys〜シリーズ
- カフカの東京絶望日記
- 紙屋悦子の青春
- Quartet カルテット
- 玩具修理者
- 奇跡（2011年の映画）
- 君が世界のはじまり
- 君の手がささやいている
- 空気人形
- 空母いぶき
- 九龍ジェネリックロマンス
- 愚行録
- 黒帯 KURO-OBI
- 群青 愛が沈んだ海の色
- ケルベロス-地獄の番犬
- 恋するマドリ
- ココニイルコト
- 子象物語 地上に降りた天使
- 国会へ行こう！
- 婚前特急
- 桜並木の満開の下に
- 柘榴坂の仇討
- ジーン・ワルツ
- 色即ぜねれいしょん
- 四川のうた
- 七人の弔
- ジャンプ
- 女優霊
- 深呼吸の必要
- スキトモ
- スクラップ・ヘブン
- SCORE
- 素敵なダイナマイトスキャンダル
- ストロベリータイムスシリーズ
- すばらしき世界
- ゼイラムシリーズ
- 世界
- SEDAI WARS
- 卒業
- 卒業旅行 ニホンから来ました
- ソナチネ
- 空がこんなに青いわけがない
- タイム・リープ
- 誰も知らない
- チア男子!!
- 父と暮せば
- 罪の手ざわり
- ディア・ドクター
- 童貞物語シリーズ
- Dolls
- トカレフ（1994年の映画）
- 独立少年合唱団
- ドン松五郎の大冒険
- ナイチンゲーロ
- 永い言い訳
- 泣く子はいねぇが
- 南極料理人
- 二度めの夏、二度と会えない君
- 任侠学園
- バカヤロー！ 私、怒ってますシリーズ
- 白痴
- はつ恋
- 花よりもなほ
- BIG RIVER
- ヒナゴン
- 微熱 MY LOVE
- 漂流教室
- ファットマンブラザーズ〜百貫探偵〜
- フリーター
- ぷりてぃ・ウーマン
- 蛇イチゴ
- Helpless
- 亡国のイージス
- 僕達急行 A列車で行こう
- 火垂るの墓
- ホテル・ハイビスカス
- マイ・バック・ページ
- 前田建設ファンタジー営業部
- M/OTHER
- 真幸くあらば
- 水物語
- 緑の街
- 無問題シリーズ
- 萌の朱雀
- モヒカン故郷に帰る
- 桃色探偵団シリーズ
- モリのいる場所
- やじきた道中 てれすこ
- 山桜
- 雪風 YUKIKAZE
- 夢売るふたり
- ゆれる
- 横道世之介
- 夜逃げ屋本舗シリーズ
- リライト
- 聯合艦隊司令長官 山本五十六-太平洋戦争70年目の真実-

## 株主優待等
バンダイナムコホールディングスの完全子会社化に伴い、2008年度以降は廃止。
- 半年毎に、持ち株数に応じて下記の株主優待が受けられる。
  - 1 - 4株：DVDまたはビデオカセット。（以下同）1本
  - 5 - 9株：DVD2本
  - 10 - 19株：DVD3本
  - 20 - 29株：DVD4本
  - 30株 - ：DVD5本またはDVDボックス
- 年2回送られてくる株主アンケートに回答することにより、希望者には同社が発行する月刊誌BEATマガジンの無料郵送サービスを受けられる。
- 毎年5月の土曜日に開催される株主総会の後に、同社作品の株主限定上映会が開催される。
  - 2003年 - 「攻殻機動隊 STAND ALONE COMPLEX 第19話」・「マクロス ゼロ 第2章」（2003年5月24日、大手町サンケイプラザ」で開催）
  - 2004年 - 「誰も知らない」（2004年5月22日、大手町サンケイプラザ」で開催）
  - 2005年 - 「機動戦士Ζガンダム 星を継ぐ者」（2005年5月21日、TFTビル」で開催）
  - 2006年 - 「花よりもなほ」（2006年5月20日、品川プリンスホテル内、エプソン 品川アクアスタジアムStellar Ballで開催）
  - 2007年 - 「ストレンヂア 無皇刃譚」（2007年5月19日、東京国際展示場で開催）

## オープニングロゴ

### EMOTION
- 初代（1983年11月 - 1997年11月）は「BANDAI PRESENTS」（BANDAIの文字はロゴ）または「NETWORK Presents」（ネットワークフロンティア事業部時代に使われた）と出た後に、紫色と橙色の線が入った光景に左から2つの光が飛び出してきて向こうで衝突すると、青い線で描かれたモアイとEMOTIONのロゴが登場。向かいざまに後ろから本物のEMOTIONが合わさると同時にモアイと橙の光が浮かび上がり、ロゴの周囲が青色となる。
- 2代目（1997年11月 - 2002年3月）は「BANDAI VISUAL PRESENTS」の表示の後、イースター島を模した風景が流れ、モアイを囲む白い雲が無数の白い鳥に変わる。やがて昼から夕方へと移り変わり、モアイの後ろに橙の光が上ると背景が青色となり、銀色のモアイの下にEMOTIONロゴが合わさる。
- 3代目（2002年3月 - 2012年8月）は「BANDAI VISUAL PRESENTS」の表示から眩い光が現れ、光の中からEMOTIONのロゴが登場。ロゴの背景は黒となっている。
- 4代目（2012年8月 - ）は初代のCGIアレンジ版。前半部の背景は光の帯となっており、中盤から紫色と橙色の線による背景となる。初代と同様に2つの光が衝突すると、モアイとEMOTIONの文字が手前から現れ、それらが合体する前後に橙の光がせり上がり、最後に周囲が青色となる。BGMも初代のアレンジとなっている。冒頭の「BANDAI VISUAL PRESENTS」は一行での表示となったが、2018年4月以降は削除されている。

### BANDAI HOME VIDEO→BANDAI→BANDAI VISUAL
- 初代（1984年 - 1992年）はBANDAI HOME VIDEO時代のロゴで、アニメーションで黒い画面で黄色の光が出て「BANDAI」の文字が出てその周辺に金色の光が出て四角の枠を構成してその後下に「BANDAI ENTERTAINMENT GROUP」の文字が出て「BANDAI」ロゴが赤色になる。
- 2代目（1992年 - 2002年）はBANDAI時代のロゴで、クレイアニメ。白い箱と2頭の象のキャラクターが登場。箱が回ると、熊、怪獣、ロボットのキャラクターが出てくる。そして箱が小さくなり、その後「BANDAI」ロゴになる。
- 3代目（2002年 - 2011年）はBANDAI VISUAL時代のロゴで、CGアニメで緑、紫、橙色の球を回したピエロのキャラクターが現れ、その後たくさんのキャラクターが現れ、その後ラッパや鍵盤に囲まれた「BANDAI VISUAL」ロゴが現れピエロのキャラクターが通り過ぎると「BANDAI VISUAL」ロゴがフェードされ白バックで表示される。
- 4代目（2011年 - ）はBANDAI VISUAL時代のロゴで、2パターンがある。アニメーション作品では白画面で右下からロボットのキャラクターが来て、その後多数の動物や乗り物（戦車、キリンなど）が現れロボットが上を指すとロボット以外が全員逃避し「BANDAI VISUAL」の手書きロゴに引っかかる。ロボットが抜け落ちたところに再び動物や乗り物が集合しロボットが欠陥した「U」をくっつけると上から薬玉が出てきて割れ、最後は「BANDAI VISUAL」ロゴが入ったカーテンが閉まる。邦画・洋画作品では無地の背景で後方から現れた「BANDAI VISUAL」のロゴ文字が中央部分に合わさる。

### C.MOON
青い光がフラッシュすると同時に三日月と「C.MOON」のロゴが浮かびがり、中央部分に合わさるとフラッシュしながら白背景に変わる。

### HALF MOON
青と白の複合した背景に半月と「HALF MOON Video」のロゴが出てくるシンプル映像。

### HONNEAMISE
青・黄・赤の回転する光が中央部分に合わさると白背景になり、「HONNEAMISE」→「Presented by BANDAI VISUAL」の順でロゴ文字が表示される。